# EyeOS

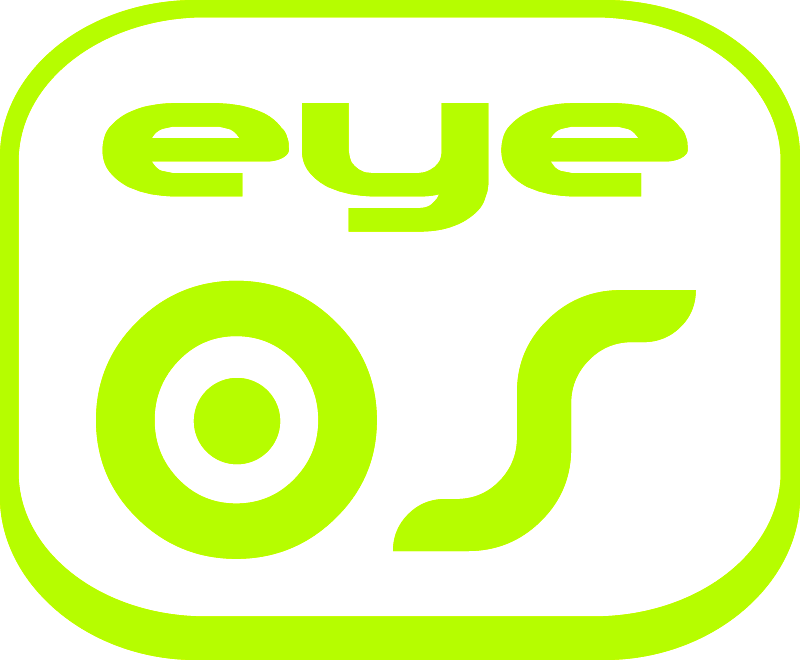
Logo

eyeOS ist ein Web-Desktop, der über das Internet auf einem lokalen Webbrowser zur Verfügung gestellt werden kann. eyeOS dient damit als Plattform für Web-Anwendungen, die mit dem eyeOS-Toolkit entwickelt wurden und umfasst eine Desktop-Umgebung. Über Apps ist es auch von mobilen Endgeräten verwendbar. Als Benutzer benötigt man einen Computer mit Internetzugang und einen standardkonformen Webbrowser (wie z. B. Mozilla Firefox, Microsoft Edge, Apple Safari, Google Chrome oder Opera).
Entwickelt wurde eyeOS mit einer Kombination aus PHP und JavaScript.
Nachdem das Projekt ursprünglich Open-Source war, wurde eyeOS im Rahmen einer Produkterweiterung als eyeOS Professional eingeführt. Im April 2014 wurde eyeOS von Telefonica gekauft. Daraufhin wurde im Jahr 2016 auf Grundlage von eyeOS die Bürosoftware Open365 entwickelt. Im März 2017 wurden sowohl eyeOS als auch Open365 von Telefonica aus Kostengründen eingestellt.

## Versionsübersicht
| Codename  | Version           | Veröffentlichung   | Wichtigste Änderungen |
| --------- | ----------------- | ------------------ | --- |
|           | 0.6               | 31. Juli 2005      | |
| 0.7       | 15. August 2005   |                    | |
| 0.8       | 8. September 2005 |                    | |
| Iris      | 0.9.0-1           | 8. August 2006     | |
| Iris      | 0.9.5-3           | 19. September 2006 | |
| Dahlia    | 1.0               | 4. Juni 2007       | Erste Veröffentlichung eines vollständig neuen Systems mit besonderem Blick auf Sicherheitsmerkmale                                                                                         |
| Dahlia    | 1.1.0.1           | 3. Juli 2007       | Letzte Version mit PHP-4.3-Unterstützung. Seit eyeOS 1.2 wird PHP 5 oder höher benötigt. |
| Dahlia    | 1.2.0.0           | 29. Oktober 2007   | Archive, E-Mails (aufgrund der Instabilität später entfernt; seit 1.8.7 stabile Version), Videos betrachten, Verbesserte Fenstereigenschaften                                               |
| Gala      | 1.5               | 15. Januar 2008    | Tabellen betrachten (seit eyeOS 1.6 auch bearbeiten) und Präsentationen betrachten (seit eyeOS 1.9 auch bearbeiten), neuer Kalender, neuer Navigator, interne Nachrichten, Browser          |
| Gala Sync | 1.6               | 25. April 2008     | Tabellen bearbeiten, „eyeOS Mobile“ auf Basis des Wireless Application Protocols, Synchronisation                                                                                           |
| Gala Sync | 1.6.0.1           | 27. Mai 2008       | Unterstützung für Internet Explorer 6, Im- und Export von RSS-Feeds, Sprachwahl beim Login                                                                                                  |
| Lars      | 1.7               | 14. Oktober 2008   | Verbesserter Kalender, bessere Benutzerrechteverwaltung und Office-Unterstützung für Windows-Server                                                                                         |
| Lars      | 1.8.0             | 7. Januar 2009     | Mehrere Ansichtsoptionen im Dateimanager, Hilfesystem und neues Theme (eyeFusion) |
| Lars      | 1.8.5             | 1. April 2009      | Adressbuch, Musikwiedergabe, verbesserte Textverarbeitung |
| Lars      | 1.8.6             | 13. Juli 2009      | E-Mails, iPhone-Version, Gruppennachrichten |
| Lars      | 1.8.7             | 7. September 2009  | PHP 5.3.0, Verbesserte E-Mail-Einstellungen, verbesserte Bilderkomprimierung |
| Lars      | 1.8.7.1           | 5. Oktober 2009    | Aktualisierungen einzelner Komponenten |
| Mars      | 1.9.0.0           | 29. Dezember 2009  | CSS- und JavaScript-Komprimierung, Sounds, neue Taskleisten, Kategorien in der Programmübersicht, Notizen, Präsentationen bearbeiten, Webseiten als Programmlink, aktualisierte Hilfeseiten |
| Mars      | 1.9.0.1           | 18. Februar 2010   | Aktualisierungen einzelner Komponenten |
|           | 2.0               | 11. März 2010      | Basierend auf qooxdoo ist eyeOS 2.0 eine vollständige Neuentwicklung für verbesserte Groupware-Funktionalitäten bei gleichbleibend hoher Sicherheit.                                        |

## Hintergründe
- eyeOS 1.6 „Gala Sync“: In eyeOS 1.6 wurde dem Codenamen der Zusatz „Sync“ hinzugefügt, um zu verdeutlichen, dass das System nun über XML-RPC mit lokalen Dateien synchronisiert werden kann.
- eyeOS 1.7 „Lars“: Im September 2008 entschied Pau Garcia-Milà, damaliger Projektleiter, die Versionen 1.7 und 1.8 nach dem deutschen Entwickler und damaligen Produkt-Manager Lars Knickrehm aufgrund seiner Bemühungen für das Projekt zu benennen.[14]
- eyeOS 1.9 „Mars“: Lange Zeit stand das Erscheinen dieser Version zwischen eyeOS 1.8 und eyeOS 2.0 noch zur Frage. Mitte 2009 entschied Lars Knickrehm entgegen der Meinung anderer Beteiligter im Namen des Projekts jedoch, diese Version dennoch zu veröffentlichen. Die Entwicklung wurde aufgrund der internen Diskussionen hinausgezögert, wird mittlerweile jedoch auch wieder von anfänglichen Kritikern unterstützt. Seit Ende Dezember 2009 kann die Version 1.9 heruntergeladen werden. Der Codename ergibt sich aus den Namen zweier Entwickler.[15]
- eyeOS 2.0: Im Oktober 2009 wurden erstmals Einblicke in eyeOS 2.0 gegeben. Die Community wurde aufgerufen, sich an der Wahl eines kommenden Codenamens zu beteiligen. Nach mehreren Artikeln über die zu erwartenden Funktionen[16] wurde Anfang November eine erste Vorschau für Entwickler freigegeben. Die finale Version sollte ursprünglich am 18. Januar 2010 erscheinen.[17] Inzwischen wurden die Terminankündigungen zu Version 2.0 revidiert.

## Freie Variante
Die freie Variante dieses Projektes bezeichnete sich oneye project. Dessen letzte Version ist 0.9.0. Die Entwicklung wurde am 7. März 2023 eingestellt.